# Anisodontea bryoniifolia
Anisodontea bryoniifolia är en malvaväxtart som först beskrevs av Carl von Linné, och fick sitt nu gällande namn av D. M. Bates. Anisodontea bryoniifolia ingår i släktet rumsmalvor, och familjen malvaväxter. Inga underarter finns listade i Catalogue of Life.